# Cheryl Bernard
Cheryl Bernard (Grande Prairie, 30 de junio de 1966) es una deportista canadiense que compitió en curling. Participó en los Juegos Olímpicos de Vancouver 2010, obteniendo una medalla de plata en la prueba femenina.

## Palmarés internacional
| Juegos Olímpicos | Juegos Olímpicos   | Juegos Olímpicos | Juegos Olímpicos |
| Año              | Lugar              | Medalla          | Prueba           |
| ---------------- | ------------------ | ---------------- | ---------------- |
| 2010             | Vancouver (Canadá) | Medalla de plata | Equipo           |